# Пасо Маринаро (Рагуза)
Пасо Маринаро је насеље у Италији у округу Рагуза, региону Сицилија.
Према процени из 2011. у насељу је живело 18 становника. Насеље се налази на надморској висини од 14 м.